# Arcipelago web
Arcipelago web ( titolo originale inglese Small Pieces Loosely Joined: A Unified Theory of the Web) è un saggio di David Weinberger, pubblicato nel 2002 dalla casa editrice Sperling & Kupfer.

## Contenuto
Il saggio illustra come l'avvento del web abbia portato alla creazione di un "mondo nuovo", trasformando le relazioni sociali -gli "isolotti dell'arcipelago" sono proprio gli uomini che si uniscono in infiniti modi- ma anche le nozioni di base della cultura (spazio, tempo, perfezione, conoscenza, materia ecc.), a cui l'autore dedica i capitoli dell'opera contrapponendo al mondo reale quello del web.